# Ouderen Appèl Eindhoven
Ouderen Appèl Eindhoven is een lokale politieke partij die sinds 2002 in de gemeenteraad van Eindhoven is vertegenwoordigd.
De partij streeft ernaar het ouderenbelang in het algemeen belang een stem te geven, en richt zich op 55-plussers. De partij is op 23 oktober 1998 opgericht. In 2002 deed de partij voor de eerste keer mee aan de gemeenteraadsverkiezingen en behaalde de partij twee zetels en vormde samen met Leefbaar Eindhoven, CDA, D66 en GroenLinks de coalitie. Als kleinste van de vijf partijen leverde de partij geen wethouder. Voor de gemeenteraadsverkiezingen van 2014 is oud-partijleider van 50PLUS Henk Krol lijstduwer. De partij behaalde 5 zetels. Bij de Nederlandse gemeenteraadsverkiezingen 2018 verloor OAE drie zetels, grotendeels ten faveure van 50PLUS.